# Ferrals-les-Corbières
Ferrals-les-Corbières , es una localidad  y comuna francesa, situada en el departamento del Aude en la región de Languedoc-Rosellón y en la región natural de las Corbières.
A sus habitantes se les conoce por el gentilicio Ferralais.

## Demografía
| 1053 | 1080 | 1057 | 972 | 1019 | 1004 |
| Para los censos de 1962 a 1999 la población legal corresponde a la población sin duplicidades (Fuente: INSEE [Consultar]) |      |      |     |      |      |

(Población sans doubles comptes según la metodología del INSEE).